# 松江市立義務教育学校玉湯学園
松江市立義務教育学校玉湯学園（まつえしりつぎむきょういくがっこうたまゆがくえん）は、島根県松江市玉湯町湯町にある義務教育学校。

## 概要
島根県で3校目の義務教育学校である。

## 沿革

### 略歴
松江市立義務教育学校玉湯学園は、松江市立玉湯小学校、松江市立大谷小学校、松江市立玉湯中学校が統合し、2021年4月1日に開校した。

### 年表
出典
- 2014年（平成26年）9月 - 玉湯まがたま学園建設委員会設立。
- 2017年（平成29年） - 学園グラウンド造成工事開始。
- 2019年（平成31年・令和元年） - 学園グラウンド竣工。学園校舎、玉湯幼稚園、玉湯児童クラブ建設工事着工。
- 2020年（令和2年） - 学園屋内運動場着工。
- 2021年（令和3年）
  - 3月20日 - 学園校舎・屋内運動場、玉湯幼稚園、玉湯児童クラブ建設工事竣工式挙行。
  - 4月1日 - 開校。
  - 4月8日 - 開校式挙行[5]。
- 2024年（令和6年）3月 - 第2校舎エアコン工事完了。

## 学校行事
| - 4月 入学式・始業式 - 5月 - 6月 | - 7月 終業式 - 8月 - 9月 始業式 | - 10月 - 11月 - 12月 終業式 | - 1月 始業式 - 2月 - 3月 卒業式・終業式 |

## 通学区域
- 玉湯町全域（玉造湯田地区及び大谷7地区の一部を除く）[6]

## 周辺
- 松江市立たまゆ幼稚園 - 進学前幼稚園で、かつ同一建物内。
- 島根県立玉湯体育館 - 松江市道をはさんで、敷地が隣接。
- サン・エールたまゆ
- JR山陰本線 - 線路は近くを通るが、玉造温泉駅は離れている。
- 島根県道25号玉湯吾妻山線
- 玉湯川

## 交通
- 玉湯コミュニティバス「東西線」・「南北線」[7]で、「玉湯学園」停留所下車。
  - ただし、土日祝日は、「玉湯学園」停留所には、停車しない。
- JR西日本山陰本線玉造温泉駅から、
  - 徒歩約1km・約15分。
  - 南口より、上述の玉湯コミュニティバス「東西線」（東回り）・「南北線」に乗車し2分、「玉湯学園」停留所下車。